# Mizalia
Genre
Synonymes
- Paruroctea Petrunkevitch, 1942

Mizalia est un  genre fossile d'araignées aranéomorphes de la famille des Oecobiidae.

## Distribution
Les espèces de ce genre ont été découvertes dans de l'ambre de la mer Baltique, en Pologne et en Russie. Elles datent du Paléogène.

## Liste des espèces
Selon The World Spider Catalog 15.0 :
- †Mizalia blauvelti (Petrunkevitch, 1942)
- †Mizalia gemini Wunderlich, 2004
- †Mizalia rostrata C. L. Koch & Berendt, 1854
- †Mizalia spirembolus Wunderlich, 2004

## Publication originale
- (de) Carl Ludwig Koch et Georg Carl Berendt, Die im Bernstein befindlichen Crustaceen, Myriapoden, Arachniden und Apteren der Vorwelt., vol. 1, Berlin, coll. « Die in Berstein befindlichen Organischen Reste der Vorwelt », 1854, 1-124 p., chap. 2.